# Fumble

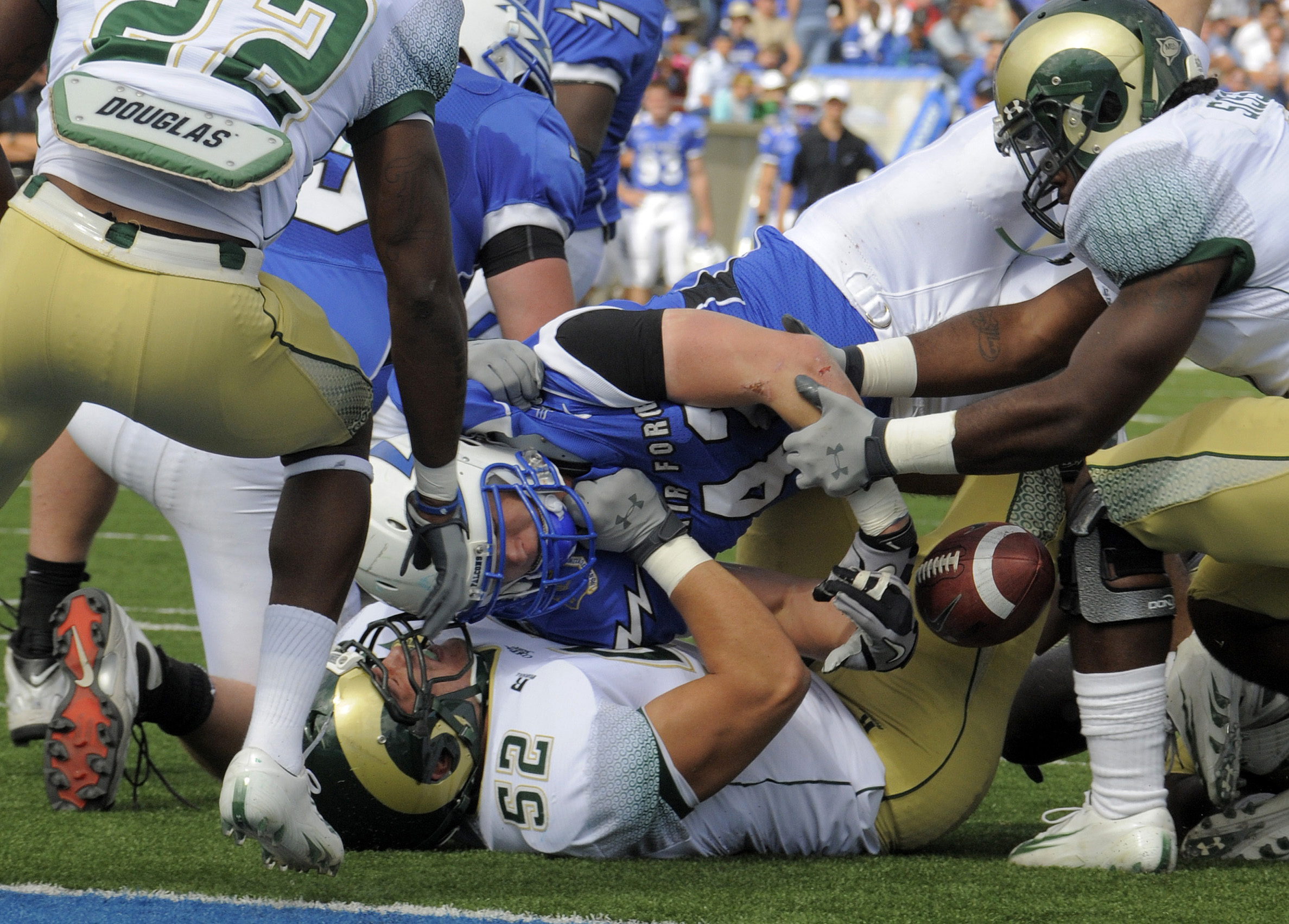
El fullback Jared Tew pierde el balón (fumble) durante un partido entre Air Force y Colorado State celebrado en el Falcon Stadium. Air Force ganó por 49-27.

Un fumble (también llamado en español balón suelto y más coloquialmente como una pérdida de balón) es, en el fútbol americano y canadiense, una jugada en la que el jugador ofensivo y defensivo en una intercepción suelta el balón cuando todavía se encuentra en juego. Un fumble también puede ser forzado por un jugador defensivo contrario, quien puede arrebatar o golpear el balón llevado por el atacante de forma voluntaria o involuntaria con cualquier parte de su cuerpo e indumentaria (incluido el casco). Un fumble puede ser recuperado por la defensa y estos avanzar con él. Es uno de los dos eventos considerados «entrega de balón» (junto con la intercepción), durante el cual la posesión del mismo puede cambiar durante la acción de juego.
Según las reglas americanas, un fumble puede confundirse con un muff. Un muff se produce cuando a un jugador se le cae un balón que no tiene en su poder, por ejemplo, al intentar atrapar un pase lateral o al despejar indebidamente una jugada de saque, como un punt (un jugador no puede «fumblear» un balón suelto). 
- Datos: Q2721589
- Multimedia: Fumble / Q2721589